# Rhadinaea sargenti
Rhadinaea sargenti este o specie de șerpi din genul Rhadinaea, familia Colubridae, descrisă de Stephen Troyte Dunn și Bailey 1939.
Este endemică în Panama. Conform Catalogue of Life specia Rhadinaea sargenti nu are subspecii cunoscute.